# Teixeira de Mattospark
Het Teixeira de Mattospark is een park in het zuidoosten van de bebouwde kom van het Nederlandse dorp Beekbergen. Het park is vernoemd naar Louis Frederik Teixeira de Mattos, die het park liet aanleggen en op 30 april 1912 na de oplevering het park aan de gemeente schonk. Bij de plechtigheid was onder andere destijdse burgemeester W. Roosmale Nepveu aanwezig, die het park zijn huidige naam gaf.
In het park bevindt zich het op  4 mei 1970 onthulde Verzetsmonument Beekbergen, waar jaarlijks op 4 mei een dodenherdenking wordt georganiseerd. De daaropvolgende dag, 5 mei, wordt een fakkel traditiegetrouw vanuit Wageningen naar het park gebracht. Eveneens worden er rondom de herdenking legervoertuigen tentoongesteld.
Naast het verzetsmonument bevindt zich in het park tevens een muziektent, waarvan de voorganger door Teixeira de Mattos werd bekostigd en er sinds de opening stond. De huidige muziektent stamt uit 1955 en is een gemeentelijk monument. Ook bevindt zich in het park de Julianaboom, die er werd geplaatst ter ere van het huwelijk van Juliana der Nederlanden en Bernhard van Lippe-Biesterfeld, dat op 7 januari 1937 plaatsvond. In 2010 werd een nieuw sierhek rond die boom geplaatst en op Bevrijdingsdag werd dat hek onthuld.

## Galerij

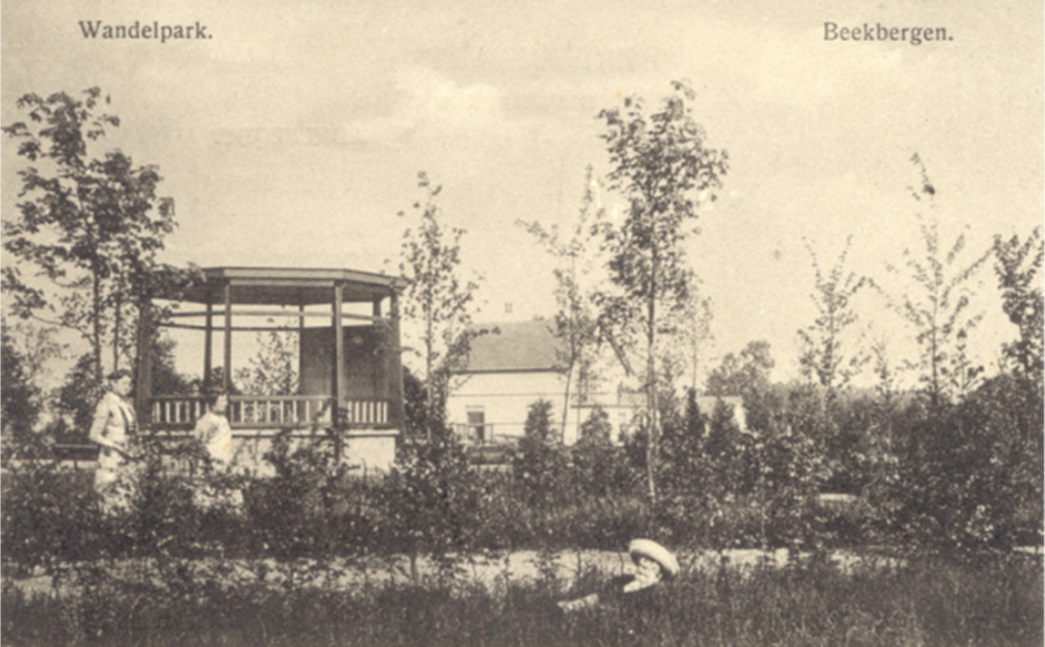
Het park begin 20e eeuw
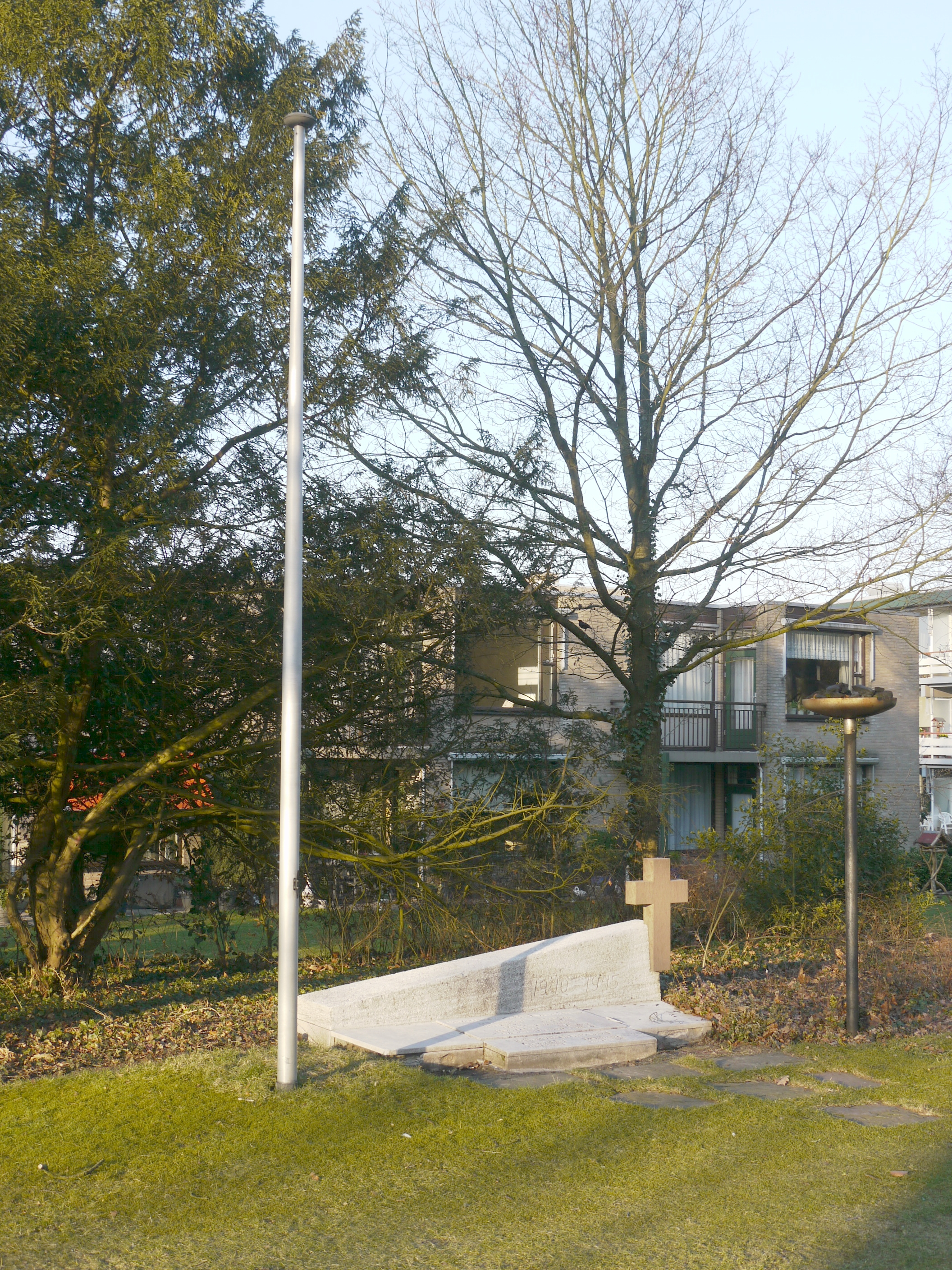
Het verzetsmonument
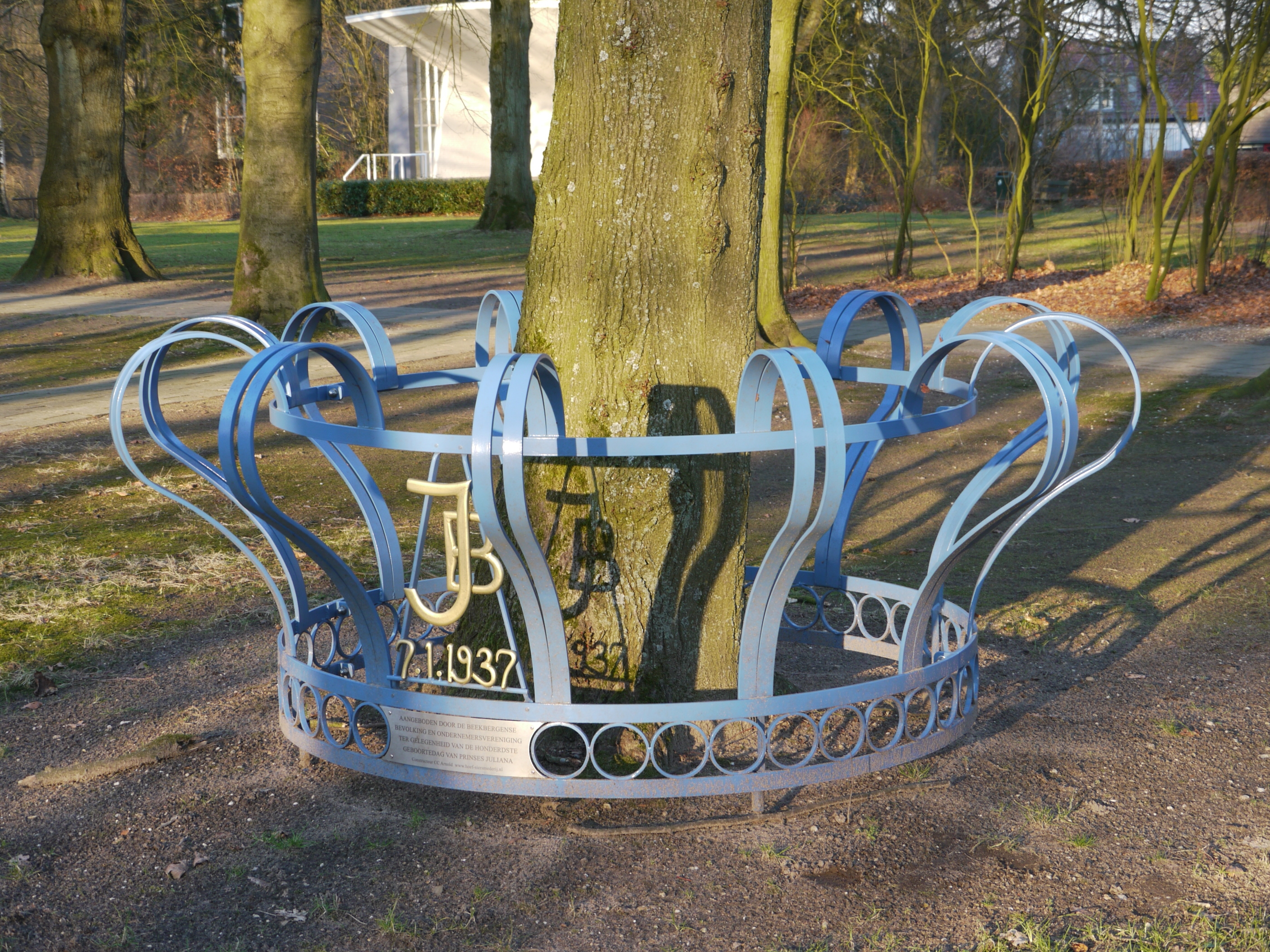
Julianaboom met sierhek